# Otus
Otus Pennant, 1769 è un genere di uccelli rapaci della famiglia degli Strigidi.

## Tassonomia

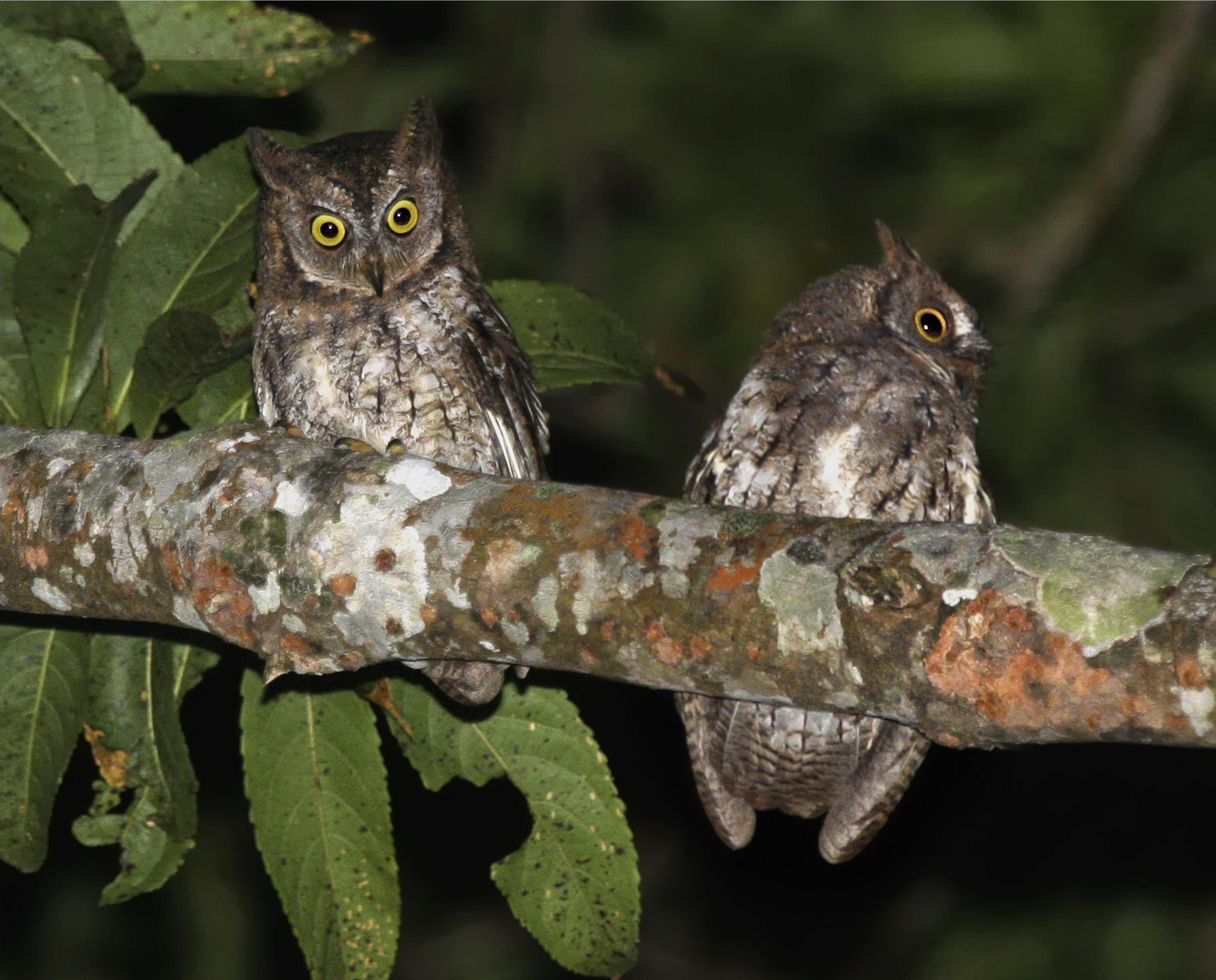
Otus jolandae

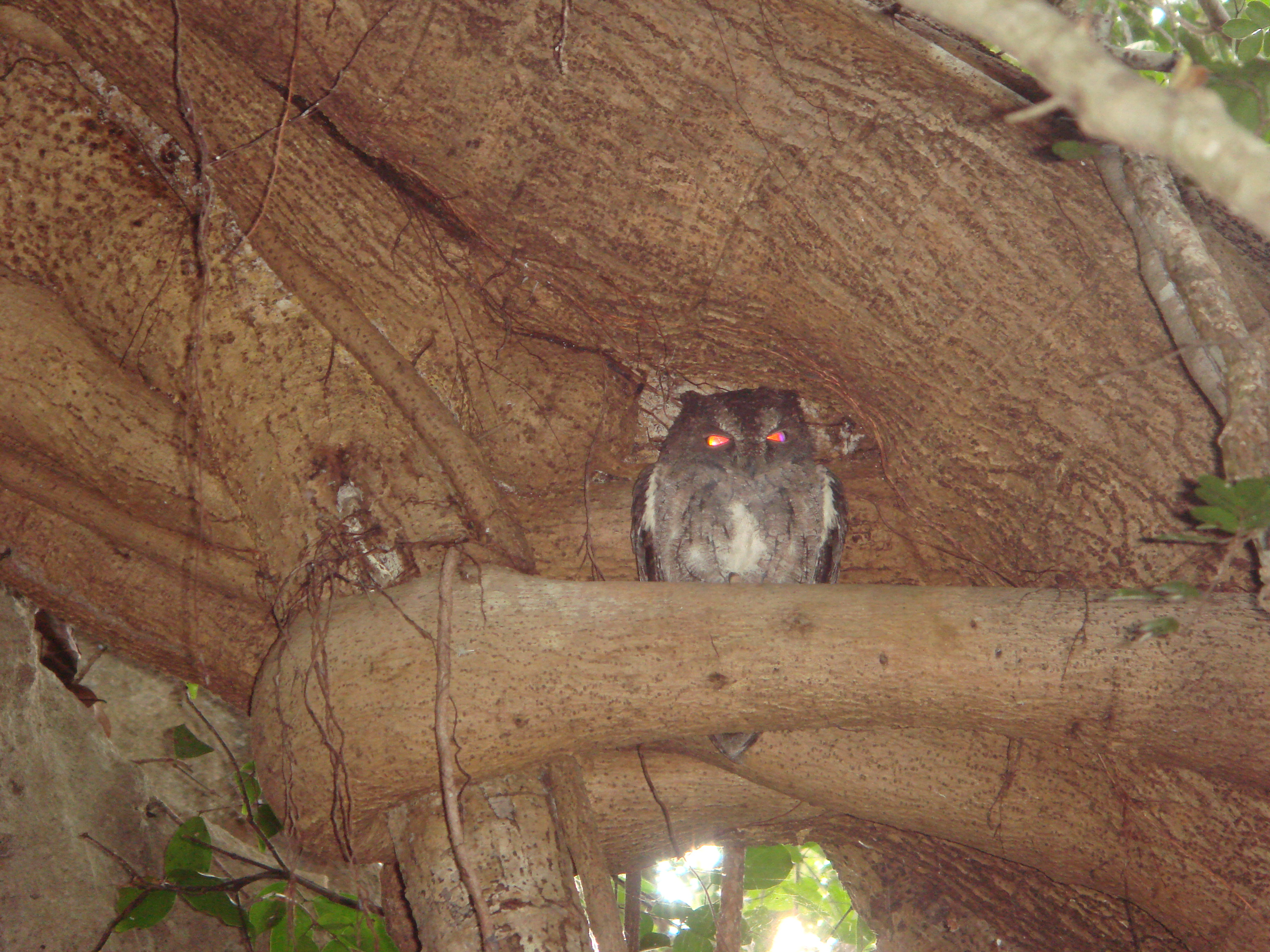
Otus madagascariensis

Il genere comprende le seguenti specie:
- Otus gurneyi (Tweeddale, 1879) - gufo reale di Mindanao o assiolo gigante di Gurney
- Otus sagittatus (Cassin, 1849) - assiolo frontebianca
- Otus rufescens (Horsfield, 1821) - assiolo rossiccio asiatico
- Otus thilohoffmanni Warakagoda & Rasmussen, 2004 - assiolo dello Sri Lanka
- Otus icterorhynchus (Shelley, 1873) - assiolo beccogiallo
- Otus ireneae Ripley, 1966 - assiolo di Sokoke
- Otus balli (Hume, 1873) - assiolo delle Andamane
- Otus alfredi (Hartert, 1897) - assiolo di Florès
- Otus spilocephalus (Blyth, 1846) - assiolo macchiato
- Otus brookii (Sharpe, 1892) - assiolo del Rajah
- Otus angelinae (Finsch, 1912) - assiolo di Java
- Otus mentawi Chasen & Kloss, 1926 - assiolo di Sipora
- Otus bakkamoena Pennant, 1769 - assiolo indiano
- Otus lettia (Hodgson, 1836)
- Otus semitorques Temminck & Schlegel, 1844 - assiolo del Giappone
- Otus lempiji (Horsfield, 1821) - assiolo dal collare
- Otus fuliginosus (Sharpe, 1888) - assiolo di Palawan
- Otus megalotis (Walden, 1875) - assiolo delle Filippine
- Otus everetti (Tweeddale, 1879)
- Otus nigrorum Rand, 1950
- Otus silvicola (Wallace, 1864) - assiolo di Wallace
- Otus mirus Ripley & Rabor, 1968 - assiolo di Mindanao
- Otus longicornis (Ogilvie-Grant, 1894) - assiolo di Luzon
- Otus mindorensis (Whitehead, J, 1899) - assiolo di Mindoro
- Otus brucei (Hume, 1872) - assiolo di Bruce
- Otus senegalensis (Swainson, 1837) - assiolo africano
- Otus pamelae Bates, 1937
- Otus scops (Linnaeus, 1758) - assiolo comune
- Otus cyprius (Madarász, 1901) - assiolo di Cipro
- Otus sunia (Hodgson, 1836) - assiolo orientale
- Otus socotranus (Ogilvie-Grant & Forbes, HO, 1899)
- Otus magicus (Müller, S, 1841) - assiolo delle Molucche
- Otus jolandae Sangster, King, Verbelen & Trainor, 2013
- Otus sulaensis (Hartert, 1898)
- Otus siaoensis (Schlegel, 1873) - assiolo di Siau
- Otus mantananensis (Sharpe, 1892) - assiolo di Mantanani
- Otus elegans (Cassin, 1852) - assiolo di Ryukyu
- Otus manadensis (Quoy & Gaimard, 1832) - assiolo di Sulawesi
- Otus collari Lambert & Rasmussen, 1998 - assiolo di Sangihe
- Otus beccarii (Salvadori, 1876) - assiolo di Beccari
- Otus insularis (Tristram, 1880) - assiolo delle Seychelles
- Otus umbra (Richmond, 1903) - assiolo di Simalur
- Otus enganensis Riley, 1927 - assiolo di Enggano
- Otus alius Rasmussen, 1998 - assiolo di Nicobar
- Otus pembaensis Pakenham, 1937 - assiolo di Pemba
- Otus pauliani Benson, 1960 - assiolo di Comoro
- Otus capnodes (Gurney, 1889) - assiolo di Anjouan
- Otus moheliensis Lafontaine & Moulaert, 1998 - assiolo di Mohéli
- Otus mayottensis Benson, 1960
- Otus madagascariensis (Grandidier, A, 1867) - assiolo torotoroka
- Otus rutilus (Pucheran, 1849) - assiolo del Madagascar
- Otus hartlaubi (Giebel, 1872) - assiolo di Sao Tomé
- Otus bikegila - assiolo di Prìncipe